# Quận Davidson, Tennessee
Quận Davidson là một quận thuộc tiểu bang Tennessee, Hoa Kỳ.
Quận này được đặt tên theo. Theo điều tra dân số của Cục điều tra dân số Hoa Kỳ năm 2000, quận có dân số 569.891 người, ước tính dân số năm 2007 là 619.626 người.. Quận lỵ đóng ở Nashville.6.

## Địa lý
Theo Cục điều tra dân số Hoa Kỳ, quận có diện tích 1362 km2, trong đó có 62 km2 là diện tích mặt nước.

### Quận giáp ranh
- Quận Robertson, Tennessee - bắc
- Quận Sumner, Tennessee - đông bắc
- Quận Wilson, Tennessee - đông
- Quận Rutherford, Tennessee - đông nam
- Quận Williamson, Tennessee - nam
- Quận Cheatham, Tennessee - tây

## Thông tin nhân khẩu

Tháp tuổi theo điều tra dân số năm 2000.

Theo điều tra dân số 6 năm 2000, đã có 569.891 người, 237.405 hộ gia đình, và 138.169 gia đình sống trong quận hạt. Mật độ dân số là 1.135 người trên một dặm vuông (438/km ²). Có 252.977 đơn vị nhà ở mật độ trung bình của 504 trên một dặm vuông (194/km ²). Cơ cấu chủng tộc của quận gồm 66,99% người da trắng, 25,92% da đen hay Mỹ gốc Phi, 0,29% người Mỹ bản xứ, 2,33% châu Á, Thái Bình Dương 0,07%, 2,42% từ các chủng tộc khác, và 1,97% từ hai hoặc nhiều chủng tộc. 4,58% dân số là người Hispanic hay Latino thuộc một chủng tộc nào.
Năm 2005, trang điểm chủng tộc của quận đã được 61,7% không phải gốc Tây Ban Nha trắng, 27,5% người Mỹ gốc Phi, 6,6% và 2,8% La tinh châu Á.
Năm 2000 có 237.405 hộ, trong đó 26,70% có trẻ em dưới 18 tuổi sống chung với họ, 39,90% là đôi vợ chồng sống với nhau, 14,30% có nữ hộ và không có chồng, và 41,80% là các gia đình không. 33,40% hộ gia đình đã được tạo ra từ các cá nhân và 8,20% có người sống một mình 65 tuổi hoặc lớn tuổi hơn là người. Cỡ hộ trung bình là 2,30 và cỡ gia đình trung bình là 2,96.
Trong quận, độ tuổi dân cư có cơ cấu như sau: 22,20% dưới độ tuổi 18, 11,60% 18-24, 34,00% 25-44, 21,10% từ 45 đến 64, và 11,10% từ 65 tuổi trở lên đã được những người. Độ tuổi trung bình là 34 năm. Đối với mỗi 100 nữ có 93,80 nam giới. Đối với mỗi 100 nữ 18 tuổi trở lên, đã có 90,80 nam giới.
Thu nhập trung bình cho một hộ gia đình trong quận đạt 39.797 USD, và thu nhập trung bình cho một gia đình là 49.317 USD. Phái nam có thu nhập trung bình 33.844 USD so với 27.770 USD của phái nữ. Thu nhập bình quân đầu người là 23.069 USD. Có 10,00% gia đình và 13,00% dân số sống dưới mức nghèo khổ, bao gồm 19,10% những người dưới 18 tuổi và 10,50% của những người 65 tuổi hoặc hơn.